# روبرتینو کاناوزیو
روبرتینو کاناوزیو (انگلیسی: Robertino Canavesio؛ زادهٔ ۲ آوریل ۱۹۹۳) بازیکن فوتبال اهل آرژانتین است.
از باشگاه‌هایی که در آن بازی کرده‌است می‌توان به باشگاه فوتبال گرمیو اشاره کرد.